# 永定门广场
永定门广场，位于北京市东城区永定门城楼南侧。

## 简介
永定门广场位于北京市东城区永定门城楼南侧，位居北京中轴线上。永定门广场跨越南护城河、南二环。永定门广场工程自2009年5月15日正式启动，同年9月29日竣工。该工程兴建了一个长120米、宽69米的大型桥梁盖板，随后以这个盖板为主体，兴建了总占地面积大约2.2公顷的广场。广场新建的桥梁包括主桥1座、东西两侧辅桥2座。
永定门广场在永定门城楼前放置一对石狮，其式样仿照正阳门前石狮，但比例缩小。永定门广场位于永定门瓮城和箭楼的原址，如今原址已是南护城河的河道。永定门广场铺装有石材和城砖，体现了旧时永定门瓮城和箭楼的遗迹。永定门广场周边有国槐、油松、月季、连翘等花木，均为北京乡土植物。永定门广场受2007年初成立的永定门地区公园管理处管理，该管理处同时还管理永定门公园（东城园区）、永定门北广场、二十四节气公园、玉蜓公园。